# توماس تالبوت
توماس تالبوت (بالإنجليزية: Thomas Talbot)‏ هو سياسي أمريكي، ولد في 7 سبتمبر 1818 في كامبريدج في الولايات المتحدة، وتوفي في 6 أكتوبر 1886 في لوويل في الولايات المتحدة. حزبياً، نشط في الحزب الجمهوري. وقد انتخب حاكم ماساتشوستس ‏ (2 يناير 1879 – 8 يناير 1880) وانتخب حاكم ماساتشوستس ‏ (29 أبريل 1874 – 7 يناير 1875).